# 2008 Конституція
2008 Конституція (2008 Konstitutsiya) — астероїд головного поясу, відкритий 27 вересня 1973 року.
Тіссеранів параметр щодо Юпітера — 3,082.